# Ajdyn Aimbetov
Ajdyn Aimbetov (27. července 1972 Otenaj, Kazachstán) je kazachstánský kosmonaut.
Narodil se v roce 1972 v Kazašské socialistické republice. Vzdělání získal na Armavirské vysoké vojenské letecké škole. Stal se vojenským pilotem, létal na strojích MiG-27 a Suchoj Su-27. Sloužil ve městech Lugovaja a Taldykogran.
Roku 2002 se v Kazachstánu uskutečnil konkurz na kosmonauta, jehož se zúčastnilo více než 2000 uchazečů. Aimbetov a Muchtar Ajmachanov se stali vítězi. V letech 2003 až 2009 oba kandidáti podstupovali v Rusku výcvik. Let jednoho kazašského kosmonauta měl proběhnout v roce 2009, avšak tato možnost padla z finančních důvodů. Proto se vrátil do Astany a zde založil institut pro podporu kosmického průmyslu v Kazachstánu a také školu mladých kosmonautů.
V červnu 2015 byl vybrán ke kosmickému letu lodí Sojuz TMA-18M namísto Sarah Brightmanové, která z letu odstoupila z rodinných důvodů. Z finančních důvodů let odmítl i původní náhradník Satoši Takamacu. Sojuz s trojčlennou posádkou, kterou tvořili velitel Sergej Volkov, kosmonaut ESA Andreas Mogensen a Aimbetov odstartovala 2. září 2016. Stal se třetím kosmonautem kazašské národnosti a prvním kosmonautem nezávislého Kazachstánu a kazašské kosmické agentury Kazkosmos. Zatímco Volkov zůstal na Mezinárodní vesmírné stanici, Aimbetov a Mogensen se po skoro desetidenním letu vrátili zpět na Zem 11. září. Spolu s nimi se vrátil rovněž Gennadij Padalka, který předchozí půlrok strávil na stanici.
Je ženatý, má dvě dcery a syna.

## Vyznamenání
- Hrdina Kazachstánu – 14. října 2015[1]
- Řád vlasti – 14. října 2015[2]
- Pamětní medaile 20. výročí nezávislosti Kazašské republiky